# Biñan
Biñan is een stad in de Filipijnse provincie Laguna op het eiland Luzon. Bij de laatste census in 2010 telde de stad ruim 283 duizend inwoners.

## Geschiedenis
Op 30 oktober 2009 werd de wet die de gemeente Batac in een stad omvormde door president Gloria Macapagal-Arroyo goedgekeurd. Op 2 februari 2010 werd dit middels een volksraadpleging bekrachtigd.

## Geografie

### Bestuurlijke indeling
Biñan is onderverdeeld in de volgende 24 barangays:
| - Biñan - Bungahan - Canlalay - Casile - De La Paz - Ganado - Langkiwa - Loma - Malaban - Malamig - Mampalasan - Platero | - Poblacion - San Antonio - San Francisco - San Jose - San Vicente - Santo Domingo - Santo Niño - Santo Tomas - Soro-soro - Timbao - Tubigan - Zapote |

## Demografie
Biñan had bij de census van 2010 een inwoneraantal van 283.396 mensen. Dit waren 20.661 mensen (7,9%) meer dan bij de vorige census van 2007. Ten opzichte van de census van 2000 was het aantal inwoners gegroeid met 82.210 mensen (40,9%). De gemiddelde jaarlijkse groei in die periode kwam daarmee uit op 3,49%, hetgeen hoger was dan het landelijk jaarlijks gemiddelde over deze periode (1,90%).

De bevolkingsdichtheid van Biñan was ten tijde van de laatste census, met 283.396 inwoners op 43,5 km², 6514,9 mensen per km².

## Geboren in Biñan
- Encarnacion Alzona (23 maart 1895), historicus en schrijver (overleden 2001).